# IC 3068
IC 3068 је спирална галаксија у сазвјежђу Дјевица која се налази на листи објеката дубоког неба у Индекс каталогу.
Деклинација објекта је + 11° 30' 40" а ректасцензија 12h 15m 23,2s. Привидна величина (магнитуда) објекта IC 3068 износи 16,3 а фотографска магнитуда 17,0.